# Obrnice
Obrnice (německy Obernitz) jsou obec, která se nachází v okrese Most v Ústeckém kraji u soutoku Bíliny se Srpinou v nadmořské výšce 213 m. Obec leží jen asi 3,5 km východně od města Mostu po silnici I/13. Obec je členem Mikroregionu Srpina. Žije zde přibližně 2 000 obyvatel.
V Obrnicích je železniční stanice, kde se k procházející železniční trati Louny–Most připojuje železniční trať z Čížkovic a trať z Žatce, která spojkou bez pravidelné osobní dopravy pokračuje do Odbočky České Zlatníky. Spojení s Mostem kromě vlaků zajišťují též autobusové linky MHD č. 10.

## Název
Původní název vesnice zněl nejspíše Oborná a byl odvozen od polohy v blízkosti obory. V historických pramenech se jméno objevuje ve tvarech: Obernitz (1282), Obernicz (1341), Obrynice (1420), „drží v zápise vesnice Obrnici“ (1463), Woborniczy (1575), Obernitz (1787) a Obernitz (1833).

## Historie
První písemná zmínka o vesnici pochází z roku 1282, kdy byly Obrnice darovány cisterciáckému klášteru v Oseku. Historie Obrnice pak byla s tímto klášterem úzce spjata. Klášter měl v okolí města vinice, na což dodnes ukazuje pomístní jméno Osecká Vinice na jihovýchodním svahu Keřového vrchu.
Obrnice jsou jako klášterní majetek jmenovány i v potvrzení privilegií oseckého kláštera Janem Lucemburským roku 1341. V roce 1420 císař Zikmund věnoval Obrnice Mikuláši Schönbritzovi za prokázané válečné služby. Od něj přešla ves na Jana z Vřesovic, který byl majitelem v roce 1454. V roce 1460 se Obrnice opět staly majetkem oseckého kláštera. V roce 1531 klášter zastavil Obrnice na dluhy Hanušovi Manvicovi z Patokryj. V letech 1620-1629 patřila ves rytíři Felixi Kaplířovi ze Sulevic. Poté byla opět majetkem kláštera a do panství patřily Obrnice až do konce feudalismu v roce 1848. Po roce 1850 se Obrnice staly osadou obce Střimice a v roce 1909 se osamostatnily.

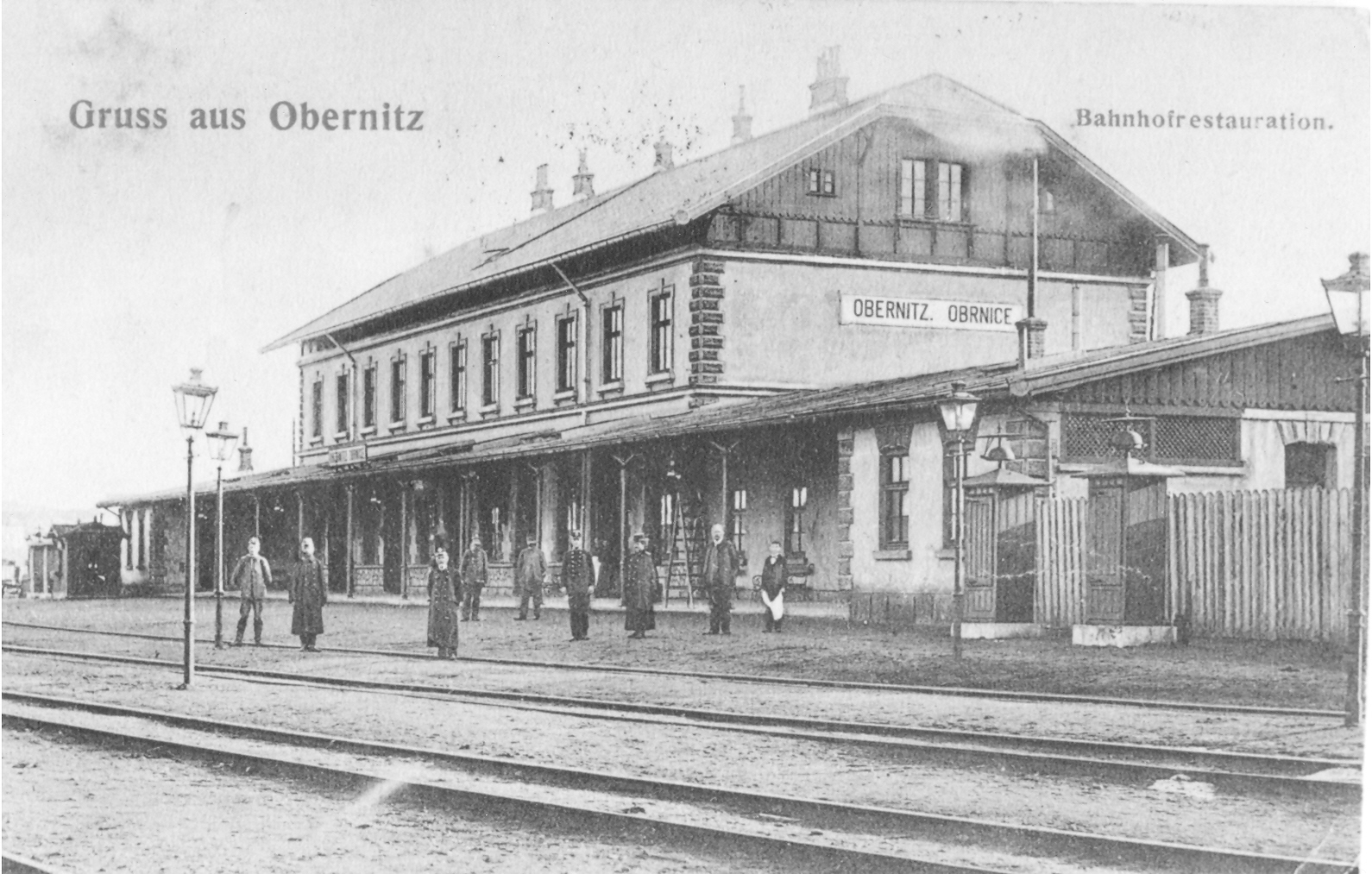
Obrnické nádraží na přelomu 19. a 20. století

Obyvatelstvo se původně živilo v zemědělství. V 19. století probíhal rozvoj průmyslu a s ním související nárůst obyvatelstva. U Obrnic vznikaly cihelny, které zaměstnávaly velký počet přistěhovalých dělníků, často Čechů z vnitrozemí. V roce 1910 zde proto byla založena česká obecná škola. Vzniklo zde také velké železniční nádraží.
Za druhé světové války zde byly od roku 1940 zajatecké a pracovní tábory, ve kterých bydlelo velké množství cizinců, kteří pracovali ve zdejší cihelně, štěrkovně, na úpravě trati i v zemědělství.
Po druhé světové válce bylo původní německy mluvící obyvatelstvo vysídleno.
V roce 1960 byly v Českých Zlatníkách a Chanově zrušeny místní národní výbory a obě vsi se staly osadami Obrnic. Rovněž začala přestavba železniční spojky na trati Most-Bílina a s ní související regulace řeky Bíliny, aby nedocházelo k záplavám, které každoročně ohrožovaly obec. Stejně tak došlo k regulaci Srpiny.
V roce 1969 zahájily v Obrnicích provoz Severočeské keramické závody, nyní závod podniku KERAMOST, které zde těží a zpracovávají bentonit. Jednalo se o monopolní produkci v rámci tehdejšího Československa. Obrnice byly plánovány jako středisková obec, což se projevilo v rozsáhlé výstavbě. V roce 1972 byla dokončena nová budova základní školy a o rok později začala výstavba panelového sídliště, zejména pro pracovníky okolních závodů. S ním se postupně budovaly mateřská škola, jesle, obchodní středisko Zlatník, zdravotní středisko, kino a restaurace. Tato výstavba zásadně změnila ráz obce. Původní vesnická zástavba byla zčásti vybourána a nahrazena novými panelovými objekty. V roce 1977 vznikla v Obrnicích také obalovna na výrobu asfaltobetonové směsi pro povrch vozovek. Od roku 1996 má v obci sídlo společnost Eduard, která při výrobě plastikových modelů a doplňků zaměstnává více než sto zaměstnanců.
Obrnice byly v roce 2018 obcí s největším podílem osob v exekuci v ČR (51,2 %).

## Obyvatelstvo
Při sčítání lidu v roce 1921 ve vsi žilo 1 005 obyvatel (z toho 497 mužů), z nichž bylo 418 Čechoslováků, 584 Němců a tři cizinci. Většina lidí se hlásila k římskokatolické církvi, ale žilo zde také 23 evangelíků, 35 členů církve československé, jeden příslušník nezjišťovaných církví a 151 lidí bez vyznání. Podle sčítání lidu z roku 1930 měla vesnice 1 202 obyvatel: 634 Čechoslováků, 560 Němců, dva příslušníci jiné národnosti a šest cizinců. Počet lidí bez vyznání vzrostl na 193. Římských katolíků bylo 874, 52 stoupenců měly evangelické církve, 82 lidí se hlásilo k církvi československé a jeden k nezjišťovaným církvím.
|                                                                            | 1869 | 1880 | 1890 | 1900 | 1910 | 1921  | 1930  | 1950 | 1961 | 1970 | 1980  | 1991  | 2001  | 2011  |
| -------------------------------------------------------------------------- | ---- | ---- | ---- | ---- | ---- | ----- | ----- | ---- | ---- | ---- | ----- | ----- | ----- | ----- |
| Obyvatelé                                                                  | 200  | 328  | 352  | 643  | 965  | 1 005 | 1 202 | 785  | 811  | 666  | 2 520 | 2 201 | 2 351 | 1 841 |
| Domy                                                                       | 37   | 45   | 48   | 71   | 107  | 125   | 154   | 160  | 230  | 128  | 158   | 163   | 161   | 167   |
| Data z roku 1961 zahrnují i domy z místních částí Chanov a České Zlatníky. |      |      |      |      |      |       |       |      |      |      |       |       |       |       |

## Obecní symboly
Obrnice získaly právo užívat obecní znak a vlajku na základě rozhodnutí předsedy Poslanecké sněmovny č. 41 ze dne 26. 11. 1999.

### Znak
Ve stříbrném štítě nad sníženým modrým ondřejským křížem modrý vinný hrozen se třemi zelenými listy.

### Vlajka
Bílý list s modrým ondřejským křížem s rameny širokými jednu osminu šířky listu, jejichž osy vycházejí z poloviny žerďového a vlajícího okraje a z dolního rohu a cípu. Nad křížem modrý vinný hrozen se třemi zelenými listy. Poměr šířky k délce listu je 2:3.
Ondřejský kříž symbolizuje křižovatku železničních tratí, jejichž výstavba podnítila rozvoj obce. Vinný hrozen odkazuje na nejstaršího známého majitele obce cisterciácký klášter v Oseku, který měl v okolí vinice. Tři listy vinné révy symbolizují Obrnice a její dvě osady.

## Seznam ulic
- náměstí 5. května
- Dukelská
- K Vinici
- Mírová
- Nádražní
- Nová výstavba
- Rudé armády

## Pamětihodnosti
- Kaple Nejsvětější Trojice na návsi, restaurovaná v letech 2007–2008
- Sousoší svatého Jana Nepomuckého a svatého Antonína Paduánského u kaple. O sousoší vedou Obrnice soudní spor s městem Horní Jiřetín. Ten tvrdí, že socha je jeho majetkem a žádá její vrácení. Obec Obrnice, která zaplatila její opravu a na jejímž pozemku stojí, se však brání.[13]